# Operação Triunfo
Operação Triunfo (OT), é um talent show de canto adaptado do formato espanhol Operación Triunfo, exibido na RTP1, em Portugal. As duas primeiras temporadas foram apresentadas por Catarina Furtado e as duas seguintes por Sílvia Alberto.[carece de fontes?]
A forma de disputa do programa consistia em reunir doze a vinte alunos numa casa que funciona como academia de música, em regime de internato, e nesse local ocorrem aulas de canto, cultura e interpretação vocal, entre outros. Semanalmente, após uma semana de preparação do repertório do espetáculo elaborado pela produção, os alunos cantam a solo ou acompanhados de outros colegas. As apresentações das canções são julgadas por um júri composto de pessoas ligadas ao meio musical. O objetivo era selecionar os quatro alunos que serão eliminados do programa. Desses quatro, um é repescado pelos professores e outro por uma maioria dos colegas. Os dois últimos ficam sujeitos ao voto popular. Na semana seguinte, esses dois selecionados apresentam-se a solo e o mais votado permanece no concurso. Também houve uma votação para decidir quem é o melhor concorrente da semana, numa votação mista, com alunos escolhendo um candidato e o público votando durante a semana. Esse concorrente fica livre da opinião dos júris.[carece de fontes?]
Na primeira edição a vitória coube a Sofia Barbosa. Sofia Vitória, vencedora da segunda edição, participou no Festival Eurovisão da Canção 2004. Vânia Fernandes, vencedora de terceira edição, participou igualmente no Festival Eurovisão da Canção 2008. Mesmo contando com estas participações no certame europeu, e ao contrário de três ex-concorrentes que não venceram o concurso (Edmundo Vieira, Paulo Vintém e Dino D'Santiago), nenhum dos quatro vencedores da Operação Triunfo teve grande sucesso no meio musical, o que também contrasta com os concursos Chuva de Estrelas, Ídolos e The Voice, que produziram pelo menos um artista de grande sucesso cada um, e principalmente com o próprio formato original, em Espanha.[carece de fontes?]
Em janeiro de 2017, a TVI anunciou a compra dos direitos televisivos do formato. A 5.ª edição da versão portuguesa da Operação Triunfo teve estreia marcada para setembro desse mesmo ano. Contudo, o formato nunca chegou a ser transmitido na TVI.

## Jurados e apresentadores

### Jurados
| Jurados               | Edições | Edições | Edições | Edições |
| Jurados               | 1       | 2       | 3       | 4       |
| --------------------- | ------- | ------- | ------- | ------- |
| Jaime Fernandes       |         |         |         |         |
| Bernardo Barata       |         |         |         |         |
| Paulo Sousa Martins   |         |         |         |         |
| Ana Bola              |         |         |         |         |
| Nuno Markl            |         |         |         |         |
| Patrícia Vasconcellos |         |         |         |         |
| Zé da Ponte           |         |         |         |         |
| Rui Baeta             |         |         |         |         |
| Rui Massena           |         |         |         |         |
| Sandra Faria          |         |         |         |         |

### Apresentadores
| Catarina Furtado |
| Sílvia Alberto   |

## Vencedores
| Edição | Gala Final            | Vencedor        | Top (por ordem de classificação) |
| ------ | --------------------- | --------------- | --- |
| 1.ª    | 1 de Junho de 2003    | Sofia Barbosa   | Filipe G, Joana, David, Filipe S, Rui, Rosete, Sandra, Flora (após reentrada), Hugo, Manuel, Flora, Edmundo, Nádia, Filipa, Rita, Rodrigo                                                  |
| 2.ª    | 25 de Janeiro de 2004 | Sofia Vitória   | Francisco, Gonçalo, Pedro, Fábia, Katiliana, André (após reentrada), Cati, Ludgero, Dino, Rita, Aline, André, Nuno Mega, Petra, Miguel, Vânia, Paulo Valério, Daniela, Cindy, Paulo Vintém |
| 3.ª    | 19 de Janeiro de 2008 | Vânia Fernandes | Ricardo, Nuno, Luís, Salvador, Denisa, Alexandre, Jonas, Jessica, Ana Rita, Emanuel, Filipa, Evelyne, Cláudia, Joana, Sara, Paulo, Vítor                                                   |
| 4.ª    | 11 de Janeiro de 2011 | Jorge Roque     | Diogo, Lia, Bruno Correia, Rita, Filipe, Bruno Gomes, Isaura, João, Ana Luisa, Isilda, Carlos, Mafalda, Maria, Patrick                                                                     |

## Pós-OT

### 1.ª edição
- Edmundo Vieira entrou na telenovela Morangos com Açúcar, na personagem Ruca, fazendo depois parte da ‘boysband’ D’ZRT.
- Filipe Santos é um músico e compositor português. Discos: "I.D. - Impressão Digital" (2003), "Terra, Água, Fogo e Ar... de Rock" (2011), "Íris" (2013), "Ao Vivo" (2015); Livro: "Acordar Dentro de um Sonho" (2009) - Versão E-Book: em 2018.
- Rita Viegas entrou nas telenovelas Morangos com Açúcar, Floribella (Portugal) e e Jura.
- Filipe Gonçalves lançou um CD após o fim do programa, intitulado "Na cor de dada coisa" (2003). Em 2010 lançou o disco "De volta ao tempo do vinil". Foi também repórter do programa da RTP ‘’Só Visto’’. Depois participou no festival RTP e gravou mais alguns discos.
- Rui Drummond participou como corista no programa ‘’Dança Comigo’’ e ‘’Nasci p’ra Cantar’’. Participou, juntamente com Luciana Abreu, no Festival Eurovisão da Canção 2005, formando os 2B, com a música ‘Amar’. Também gravou o disco ‘’Nostalgia’’ e teve um pequeno papel na telenovela Ilha dos Amores. Venceu o "The Voice" Portugal e gravou um disco a solo.
- Sofia Barbosa  participou na produção portuguesa do musical "Rent" no Teatro Sá da Bandeira, no Porto. Ainda lançou um CD de originais intitulado ‘Contraste’.
- Joana Melo também lançou um CD a solo. Participou no Festival da Canção 2008, enquanto vocalista dos ‘Lisboa Não Sejas Francesa’. Participou no The Voice Portugal e passou a cantar fado.
- David Ripado lançou um CD intitulado "Voltas ao Céu", foi protagonista do musical "Sinatra - Blue Eyes", participou no musical "Cabaret", no Teatro Maria Matos, foi "backing vocal" do programa da RTP ‘Dá-me Música’, participa em vários projectos entre eles "Os Cinco" e tem actualmente uma banda de covers chamada "D-Gang". Foi cantor residente do programa Não Te Esqueças da Letra da RTP1, apresentado por João Paulo Rodrigues em 2021.
- Filipa Ruas concorreu ao Festival RTP da Canção em 2011. Faz parte do grupo Sete Sais e de outros grupos. Em 2021 foi uma das 100 juradas do All Together Now.
- Flora Miranda é cantora dos projetos Fado em Trio e Fauna & Flora. É também atriz e cantora no projeto infantil “Panda e os Caricas” do Canal Panda. É atriz regular em dobragens no Porto.
- Rosete Caixinha (Rozett) é cantora, compositora, atriz. Discos: "Onda de Luz) (2006), "Itenerário Sentimental" (2007), Projecto Fuga (Vencedor do Prémio SPA/Antena 3 2007) Faixa "Sem Pressas" (2007), "O Jardineiro da Vida" (2010), "Close To Heaven" RLS feat. Rose Universal France (2011), "Waiting for The Sun" RLS feat. Rose Universal France (2012), "M'Envoler Là Bas" (2014), "Rose&Blues" (2017); Integrou a Revista à portuguesa "É Só Rir" e "Vamos Contar Mentiras". No Festival RTP da Canção em 2004 compôs o tema "Caminhos Singelos", interpretada por Francisco Andrade ficando em 3º lugar.
- Sandra Heleno (Deusa) Lançou o seu disco de estreia em Angola intitulado "Depois do Triunfo" (2004), chegando no mesmo ano a Portugal, Dueto com Irmãos Verdades no tema "Quero-te Baby" (2009), "Tchilar" (2011), "Diabick & Deusa - Lupitó Mó Vava" (2012).

### 2.ª edição
- Paulo Vintém entrou na telenovela Morangos com Açúcar, na personagem Tópê, fazendo depois parte da ‘boysband’ D’ZRT.
- Petra Camacho participou na telenovela Morangos com Açúcar, enquanto Joana.
- Francisco Andrade entrou no Festival da Canção 2008 enquanto parte dos ‘Blá Blá Blá’. Também participou no Festival da Canção 2009, em nome próprio, acabando o concurso em 2º lugar.
- Gonçalo Medeiros entrou no Festival da Canção 2008, enquanto parte dos ‘Big Hit’.
- Sofia Vitória participou no espetáculo "Poema Bar" (2011). Lançou em 2012 o CD "Palavra de Mulher" em parceria com Luís Figueiredo. Trabalhou com Júlio Pereira e com outros nomes.
- Fábia Rebordão gravou vários discos de fado.
- Dino D'Santiago fez parte da Jaguar Band, que acompanha os Expensive Soul. De 2008 a 2020, lançou cinco álbuns de estúdio e um ao vivo, tendo especial sucesso e mediatismo desde os últimos anos da década de 2010. Com Virgul, fez parte dos Nu Soul Family, no início da mesma década.
- Lugjero Rosas gravou vários discos com temas da sua autoria. O primeiro foi “Horas Sem Dias”(2012).
- Aline Bernardo participou no concurso "A Voz de Portugal" (2011).

### 3.ª edição
- Vânia Fernandes, Ricardo Soler e Alexandre Smith participaram no Festival da Canção 2008. A vencedora foi Vânia Fernandes (backing vocals de Jonas Lopes, Jessica Pereira, Evelyne Filipe, Luís Sousa e Joana Dias), com a canção ‘Senhora do Mar (Negras Águas)’, representado Portugal no Festival Eurovisão da Canção 2008, acabando em 13º lugar. Em 2º lugar no Festival da Canção ficou Alexandre Smith.
- Ricardo Soler foi cantor efectivo no programa da SIC "Chamar a Música" com a apresentação de Herman José onde cantou ao lado de Inês Santos e Pedro Mimoso. Foi, ainda, protagonista no musical West Side Story - Amor Sem Barreiras, de Filipe La Féria, em cena no Teatro Politeama. É figura regular nas peças musicais de Filipe Lá Féria. Em 2014 ganhou ao lado de Diana Martins o A Tua Cara Não Me É Estranha Kids. Em 2021 é um dos 100 jurados do programa de talentos da TVI All Together Now.
- Vânia Fernandes lançou o CD ‘Alma Marinheira’
- Alexandre Smith lançou o CD ‘Obrigatório Ter’.
- Dennisa, Evelyne Filipe e Nuno Pinto participam na edição de 2010 do Festival da Canção, com as canções ‘Meu Mundo de Sonhos’, ’A Tua Voz’ e ’Fogo Lento’, respectivamente.
- Denisa Silva foi apresentadora do "Posto 7", na MVM.
- Jonas Lopes, Joana Dias e Luís Sousa participaram em diversos musicais entre os quais "High School Musical" que esteve em cena no Tivoli.
- Emanuel Santos integrou o elenco da 6ª temporada de Verão da série juvenil "Morangos com Açúcar". Em 2014 participou no Festival da Canção como coro de Catarina Pereira no tema "Mea Culpa", onde ficaram em 2º lugar. Participou no The Voice Portugal em 2018.
- Filipa Sousa foi a representante de Portugal no "Festival Eurovisão da Canção" em 2012, mas o tema não foi à grande final.
- Jonas Lopes fez parte dos Rosa Negra com quem gravou o álbum "Fado Mutante" em 2011.

### 4.ª edição
- Jorge Roque lançou o seu álbum de estreia em 2013. Em 2016 lançou um disco com o grupo Monda.
- Bruno Gomes gravou o álbum "Um Caso Fundo". Em 2016 participou no programa "The Voice Portugal".
- Bruno Correia venceu a primeira edição de Rising Star, da TVI. Gravou entretanto o seu disco de estreia.
- João Bota lançou o EP "Tarde Demais" e o álbum "Vícios".
- Isaura Santos, conhecida como Isaura, lançou vários discos dos quais também é autora. Foi a compositora do tema "O Jardim" interpretado por Cláudia Pascoal. Esta foi a canção vencedora do Festival da Canção 2018 que representou Portugal na Eurovision Song Contest.
- Diogo Leite participou em algumas séries e filmes. Com Sónia Lisboa cantou uma canção nos Prémios Sophia 2016. Depois entrou nos musicais "Let The Sunshine In" e The Portuguese". Em 2020 participou no programa "The Voice Portugal", chegou à final ficando em 5º lugar.